# 1919
| [ Edytuj tabelę ]                                                | |
| Polska                                                           | - 1918 Naczelna Rada Ludowa 1919 - 1918 Polska Komisja Likwidacyjna 1919 - 1918 Tymczasowy Komitet Rządzący 1919 - 1919 Komisja Rządząca 1919 |
| Naczelnik Państwa                                                | - 1918 Józef Piłsudski 1922 |
| Premier Polski                                                   | - 1918 Jędrzej Moraczewski 1919 - 1919 Ignacy Jan Paderewski 1919 - 1919 Leopold Skulski 1920 |
| Król Afganistanu                                                 | - 1901 Habibullah Chan 1919 - 1919 Amanullah Chan 1929 |
| Premier Albanii                                                  | - 1918 Turhan Pasza Përmeti 1920 |
| Współksiążęta Andory                                             | - 1907 Joan Baptista Benlloch i Vivó 1919 - 1919 Jaume Viladrich i Gaspar (p.o.) 1920 - 1913 Raymond Poincaré 1920 |
| Prezydent Argentyny                                              | - 1916 Hipólito Yrigoyen 1922 |
| Premier Australii                                                | - 1915 Billy Hughes 1923 |
| Prezydent Austrii                                                | - 1919 Karl Seitz 1920 |
| Kanclerz Austrii                                                 | - 1918 Karl Renner 1920 |
| Premier Azerbejdżanu                                             | - 1918 Fətəli xan Xoyski 1919 - 1919 Nəsib bəy Yusifbəyli 1920 |
| Król Belgów                                                      | - 1909 Albert I 1934 |
| Premier Belgii                                                   | - 1918 Léon Delacroix 1920 |
| Król Bhutanu                                                     | - 1907 Ugyen Wangchuck 1926 |
| Prezydent Boliwii                                                | - 1917 José Gutiérrez Guerra 1920 |
| Prezydent Brazylii                                               | - 1919 Epitácio Lindolfo da Silva Pessoa 1922 |
| Sułtan Brunei                                                    | - 1906 Muhammad Jamalul Alam II 1924 |
| Car Bułgarii                                                     | - 1918 Borys III 1943 |
| Premier Bułgarii                                                 | - 1918 Teodor Teodorow 1919 - 1919 Aleksandyr Stambolijski 1923 |
| Prezydent Chile                                                  | - 1915 Juan Luis Sanfuentes 1920 |
| Prezydent Chin                                                   | - 1918 Xu Shichang 1922 |
| Prezydent Czechosłowacji                                         | - 1918 Tomáš Masaryk 1935 |
| Premier Czechosłowacji                                           | - 1918 Karel Kramář 1919 - 1919 Vlastimil Tusar 1920 |
| Król Danii                                                       | - 1912 Chrystian X 1947 |
| Premier Danii                                                    | - 1913 Carl Theodor Zahle 1920 |
| Dalajlama                                                        | - 1878 Thubten Gjaco 1933 |
| Władca Egiptu                                                    | - 1917 Fu’ad I 1936 |
| Premier Egiptu                                                   | - 1914 Husajn Ruszdi Pasza 1919 - 1919 Muhammad Said Pasza 1919 - 1919 Jusuf Wahba Pasza 1920 |
| Prezydent Ekwadoru                                               | - 1916 Alfredo Baquerizo 1920 |
| Premier Estonii                                                  | - 1918 Konstantin Päts 1919 - 1919 Otto Strandman 1919 - 1919 Jaan Tõnisson 1920 |
| Cesarz Etiopii                                                   | - 1916 Zeuditu (cesarzowa) 1930 |
| Premier Etiopii                                                  | - 1909 Habte Gijorgis 1927 |
| Prezydent Finlandii                                              | - 1919 Kaarlo Juho Ståhlberg 1925 |
| Premier Finlandii                                                | - 1918 Lauri Ingman 1919 - 1919 Kaarlo Castrén 1919 - 1919 Juho Vennola 1920 |
| Prezydent Francji                                                | - 1913 Raymond Poincaré 1920 |
| Premier Francji                                                  | - 1917 Georges Clemenceau 1920 |
| Król Grecji                                                      | - 1917 Aleksander 1920 |
| Prezydent Gruzji                                                 | - 1918 Nikola Czcheidze 1921 |
| Premier Gruzji                                                   | - 1918 Noe Żordania 1921 |
| Prezydent Gwatemali                                              | - 1898 Manuel Estrada Cabrera 1920 |
| Prezydent Haiti                                                  | - 1915 Philippe Sudré Dartiguenave 1922 |
| Król Hiszpanii                                                   | - 1886 Alfons XIII 1931 |
| Premier Hiszpanii                                                | - 1918 Álvaro Figueroa Torres 1919 - 1919 Antonio Maura 1919 - 1919 Joaquín Sánchez 1919 - 1919 Manuel Allendesalazar 1920 |
| Król Holandii                                                    | - 1890 Wilhelmina 1948 |
| Premier Holandii                                                 | - 1918 Charles Ruijs de Beerenbrouck 1925 |
| Prezydent Hondurasu                                              | - 1913 Francisco Bertrand 1919 - 1919 Salvador Aguirre (p.o.) 1919 - 1919 Vicente Mejía Colindres (p.o.) 1919 - 1919 Francisco Bográn Barahona (p.o.) 1920 |
| Szach Iranu                                                      | - 1909 Ahmad Szah 1925 |
| Premier Iranu                                                    | - 1918 Hassan Pirnia 1920 |
| Władca Indii                                                     | - 1910 Jerzy V 1936 |
| Król Irlandii                                                    | - 1910 Jerzy V 1936 |
| Premier Irlandii                                                 | - 1919 Cathal Brugha 1919 - 1919 Éamon de Valera 1922 |
| Cesarz Japonii                                                   | - 1912 Yoshihito 1926 |
| Premier Japonii                                                  | - 1918 Takashi Hara 1921 |
| Premier Jugosławii                                               | - 1918 Stojan Protić 1919 - 1919 Ljubomir Davidović 1920 |
| Kalif                                                            | - 1918 Mehmed VI 1922 |
| Premier Kanady                                                   | - 1911 Robert Borden 1920 |
| Emir Kataru                                                      | - 1913 Abd Allah ibn Kasim Al Sani 1949 |
| Prezydent Kolumbii                                               | - 1918 Marco Fidel Suárez 1921 |
| Gubernator Korei (okupacja japońska)                             | - 1916 Yoshimichi 1919 - 1919 Makoto Saitō 1927 |
| Prezydent Kostaryki                                              | - 1917 Federico Tinoco Granados 1919 - 1919 Juan Bautista Quirós Segura (p.o.) 1919 - 1919 Francisco Aguilar Barquero (p.o.) 1920 |
| Prezydent Kuby                                                   | - 1913 Mario García Menocal 1921 |
| Prezydent Liberii                                                | - 1912 Daniel Edward Howard 1920 |
| Książę Liechtensteinu                                            | - 1858 Jan II Dobry 1929 |
| Prezydent Litwy                                                  | - 1919 Antanas Smetona 1920 |
| Premier Litwy                                                    | - 1918 Mykolas Sleževičius 1919 - 1919 Pranas Dovydaitis 1919 - 1919 Mykolas Sleževičius 1919 - 1919 Ernestas Galvanauskas 1920 |
| Wielki książę Luksemburga                                        | - 1912 Maria Adelajda 1919 - 1919 Szarlotta 1964 |
| Premier Luksemburga                                              | - 1918 Émile Reuter 1925 |
| Prezydent Łotwy                                                  | - 1918 Kārlis Ulmanis 1919 |
| Premier Łotwy                                                    | - 1918 Kārlis Ulmanis 1921 |
| Sułtan Maroka                                                    | - 1913 Jusuf ibn Hassan 1927 |
| Prezydent Meksyku                                                | - 1914 Venustiano Carranza 1920 |
| Książę Monako                                                    | - 1889 Albert I 1922 |
| Minister stanu Monako                                            | - 1918 Georges Jaloustre (p.o.) 1919 - 1919 Raymond Le Bourdon 1923 |
| Chan Mongolii                                                    | - 1911 Bogda Chan 1924 |
| Premier Mongolii                                                 | - 1912 Tögs-Ocziryn Namnansüren 1919 - 1919 Gonchigjalzangiin Badamdorj 1920 |
| Król Nepalu                                                      | - 1911 Tribhuvan 1950 |
| Premier Nepalu                                                   | - 1901 Chandra Shumsher Jang Bahadur Rana 1929 |
| Prezydent Niemiec                                                | - 1919 Friedrich Ebert 1925 |
| Kanclerz Niemiec                                                 | - 1919 Philipp Scheidemann 1919 - 1919 Gustav Bauer 1920 |
| Prezydent Nikaragui                                              | - 1917 Emiliano Chamorro Vargas 1921 |
| Król Norwegii                                                    | - 1905 Haakon VII 1957 |
| Premier Norwegii                                                 | - 1913 Gunnar Knudsen 1920 |
| Premier Nowej Zelandii                                           | - 1912 William Massey 1925 |
| Sułtan Omanu                                                     | - 1913 Tajmur ibn Fajsal 1932 |
| Prezydent Panamy                                                 | - 1918 Belisario Porras Barahona 1920 |
| Papież                                                           | - 1914 Benedykt XV 1922 |
| Prezydent Paragwaju                                              | - 1916 Manuel Franco 1919 - 1919 José Pedro Montero 1920 |
| Prezydent Peru                                                   | - 1915 José Pardo 1919 - 1919 Augusto B. Leguía 1930 |
| Premier Południowej Afryki                                       | - 1910 Louis Botha 1919 - 1919 Jan Smuts 1924 |
| Prezydent Portugalii                                             | - 1918 João do Canto e Castro 1919 - 1919 António José de Almeida 1923 |
| Premier Portugalii                                               | - 1918 João Tamagnini Barbosa 1919 - 1919 José Relvas 1919 - 1919 Domingos Pereira 1919 - 1919 Alfredo de Sá Cardoso 1920 |
| Premier Rosji                                                    | - 1917 Włodzimierz Lenin 1922 |
| Król Rumunii                                                     | - 1914 Ferdynand 1927 |
| Premier Rumunii                                                  | - 1918 Ion I.C. Brătianu 1919 - 1919 Artur Văitoianu 1919 - 1919 Alexandru Vaida-Voievod 1920 |
| Prezydent Salwadoru                                              | - 1913 Carlos Meléndez 1919 - 1919 Jorge Meléndez 1923 |
| Kapitanowie regenci San Marino                                   | - 1918 Protogene Belloni Francesco Morri 1919 - 1919 Domenico Vicini Pietro Suzzi Valli 1919 - 1919 Moro Morri Francesco Pasquali 1920 |
| Sekretarz Stanu do spraw Politycznych i Zagranicznych San Marino | - 1918 Giuliano Gozi 1943 |
| Król Serbów, Chorwatów i Słoweńców                               | - 1918 Piotr I 1921 |
| Prezydent Szwajcarii                                             | - 1919 Gustave Ador 1919 |
| Król Szwecji                                                     | - 1907 Gustaw V 1950 |
| Premier Szwecji                                                  | - 1917 Nils Edén 1920 |
| Król Tajlandii                                                   | - 1910 Vajiravudh 1925 |
| Król Tonga                                                       | - 1918 Salote Tupou III 1965 |
| Premier Tonga                                                    | - 1912 Tevita Tuʻivakano 1923 |
| Sułtan Turków                                                    | - 1918 Mehmed VI 1922 |
| Prezydent Ukrainy                                                | - 1918 Wołodymyr Wynnyczenko 1919 - 1919 Symon Petlura 1926 |
| Prezydent Urugwaju                                               | - 1915 Feliciano Viera 1919 - 1919 Baltasar Brum 1923 |
| Prezydent USA                                                    | - 1913 Woodrow Wilson 1921 |
| Prezydent Wenezueli                                              | - 1914 Victorino Márquez Bustillos 1922 |
| Prezydent Węgier                                                 | - 1918 Mihály Károlyi 1919 - 1919 Sándor Garbai 1919 - 1919 Gyula Peidl 1919 |
| Premier Węgier                                                   | - 1918 Mihály Károlyi 1919 - 1919 Dénes Berinkey 1919 - 1919 Sándor Garbai 1919 - 1919 Gyula Károlyi (w opozycji) 1919 - 1919 Antal Dovcsák 1919 - 1919 Dezső Pattanyús-Ábrahám (w opozycji) 1919 - 1919 Gyula Peidl 1919 - 1919 István Friedrich 1919 - 1919 Károly Huszár 1920 |
| Monarcha Wielkiej Brytanii                                       | - 1910 Jerzy V 1936 |
| Premier Wielkiej Brytanii                                        | - 1916 David Lloyd George 1922 |
| Król Włoch                                                       | - 1900 Wiktor Emanuel III 1946 |
| Premier Włoch                                                    | - 1917 Vittorio Emanuele Orlando 1919 - 1919 Francesco Saverio Nitti 1920 |

Rok 1919 / MCMXIX
stulecia: XIX wiek ~
XX wiek ~
XXI wiek

dziesięciolecia:
1880–1889 •
1890–1899 •
1900–1909 •
1910–1919
• 1920–1929
• 1930–1939
• 1940–1949

lata: 1909 «
1914 «
1915 «
1916 «
1917 «
1918 «
1919
» 1920
» 1921
» 1922
» 1923
» 1924
» 1929

## Wydarzenia w Polsce

### Styczeń
- 2 stycznia:
  - powstańcy wielkopolscy zdobyli Nowy Tomyśl.
  - polscy żandarmi podczas procedury wydalania z kraju zamordowali 4 z 5 członków misji Rosyjskiego Czerwonego Krzyża, przybyłej do Warszawy 20 grudnia 1918 roku w celu wynegocjowania repatriacji jeńców rosyjskich z czasu I wojny światowej. Piąty z członków misji przeżył udając martwego.
- 4 stycznia – powstańcy wielkopolscy zaatakowali bez powodzenia oddziały niemieckie w Zbąszyniu.
- 4–5 stycznia – zamach stanu zorganizowany przez środowiska endeckie, w tym pułkownika Mariana Żegoty-Januszajtisa z zamiarem obalenia rządu Jędrzeja Moraczewskiego.
- 5/6 stycznia – bitwa o Ławicę: w nocy powstańcy wielkopolscy zdobyli lotnisko Ławica.
- 8 stycznia – Naczelna Rada Ludowa objęła władzę na terenach odbitych Niemcom podczas powstania wielkopolskiego.
- 9 stycznia – powstańcy wielkopolscy dokonali nalotu bombowego na lotnisko we Frankfurcie nad Odrą.
- 11 stycznia – Tymczasowy Naczelnik Państwa Józef Piłsudski wydał dekret o obowiązkowym ubezpieczeniu pracowników na wypadek choroby. Był to pierwszy polski akt prawny dotyczący ubezpieczenia na wypadek choroby.
- 12 stycznia – zajęcie przez Ukraińców Żółkwi, Dublan i Kulikowa i odcięcie przez nich Lwowa od polskiej Grupy Operacyjnej „Bug” gen. Jana Romera w rejonie Rawy Ruskiej.
- 13 stycznia:
  - pod naciskiem mocarstw zachodnich polskie oddziały zostały wycofane ze Spisza i Orawy. Czechosłowacja zgodziła się w zamian przepuścić przez swoje terytorium tranzyt broni dla Polski.
  - władze niemieckie wprowadziły stan oblężenia dla Górnego Śląska, który został odwołany 1 maja 1919 roku.
- 15 stycznia – Polska została zaproszona przez zwycięskie państwa Ententy do udziału w konferencji pokojowej.
- 16 stycznia – powstał rząd Ignacego Jana Paderewskiego. Ignacy Jan Paderewski pełnił funkcję prezesa Rady Ministrów i równocześnie był ministrem spraw zagranicznych.
- 18 stycznia – założono Polski Czerwony Krzyż.
- 21 stycznia – Józef Piłsudski wydał rozkaz specjalny o nadaniu weteranom powstania styczniowego uprawnień żołnierzy Wojska Polskiego.
- 23 stycznia – na rozkaz premiera K. Kramářa i prezydenta T. Masaryka 16 tys. żołnierzy czeskich najechało na Śląsk Cieszyński; rozpoczęła się wojna polsko-czechosłowacka.
- 26 stycznia:
  - odbyły się wybory do Sejmu Ustawodawczego.
  - wojska czeskie, korzystając z zaangażowania Polski w walki na wschodzie, zajęły ziemie Śląska Cieszyńskiego aż za Wisłę.
- 28 stycznia – bitwa pod Skoczowem z wojskami czeskimi. Zakończyła się 30 stycznia powodzeniem strony polskiej, ponieważ została zatrzymana ofensywa wojsk czeskich (czechosłowacko-polskie konflikty graniczne).
- 29 stycznia – Roman Dmowski – przewodniczący Polskiego Komitetu Narodowego – przedstawił na konferencji w Paryżu polskie postulaty odnośnie do granicy polskiej po I wojnie światowej.

### Luty
- 1 lutego – w związku z konfliktem polsko-czeskim w krakowskiej elektrowni odbył się wiec pracowników. Domagano się na nim usunięcia z pracy wszystkich Czechów zatrudnionych w mieście, a zwłaszcza w krakowskich tramwajach.
- 3 lutego – podpisanie polsko-czeskiego układu o tymczasowej granicy na Śląsku Cieszyńskim.
- 4 lutego:
  - Wołomin otrzymał prawa miejskie na mocy dekretu Naczelnika RP Marszałka Józefa Piłsudskiego.
  - wojska polskie zdobyły Kowel.
- 5 lutego – papież Benedykt XV utworzył Ordynariat Polowy Wojska Polskiego.
- 7 lutego:
  - podpisano dekret o powszechnym obowiązku służby wojskowej i o obowiązku szkolnym, powołano do życia Prokuratorię Generalną Rzeczypospolitej Polskiej.
  - powołano Najwyższą Izbę Kontroli.
- 8 lutego – dekretem Tymczasowego Naczelnika Państwa Józefa Piłsudskiego została utworzona Pocztowa Kasa Oszczędności (obecnie PKO BP SA).
- 10 lutego – w Warszawie zainaugurował obrady Sejm Ustawodawczy. Kadencja trwała do 27 listopada 1922 r.
- 13–16 lutego – zwycięstwo polskie w bitwie pod Berezą Kartuską.
- 14 lutego:
  - wojna polsko-bolszewicka: starcie polskiego oddziału kapitana Mienickiego z oddziałem bolszewickim należącym do Frontu Zachodniego w Berezie Kartuskiej. Przeprowadzony o 7 rano polski atak na Berezę Kartuską Norman Davies w książce Biały Orzeł, Czerwona Gwiazda uznaje za początek wojny polsko-bolszewickiej 1919–1920.
  - pierwszym marszałkiem Sejmu wybrano Wojciecha Trąmpczyńskiego, działacza endeckiego z Wielkopolski.
- 16 lutego – przerwanie działań zbrojnych w Wielkopolsce (powstanie wielkopolskie) – rozejm w Trewirze.
- 19 lutego – opuszczony przez Niemców Białystok został zajęty przez Wojsko Polskie i przyłączony do Rzeczypospolitej.
- 20 lutego:
  - Sejm Ustawodawczy uchwalił Małą Konstytucję.
  - Józef Piłsudski został zatwierdzony przez Sejm Ustawodawczy jako Głowa państwa z tytułem Naczelnika Państwa. Piłsudski złożył swą władzę 14 grudnia 1922 roku na ręce wybranego przez Zgromadzenie Narodowe, na mocy konstytucji marcowej, Prezydenta RP, Gabriela Narutowicza.
- 21 lutego – założono klub sportowy Szombierki Bytom.
- 25 lutego:
  - polsko-czechosłowacki konflikt graniczny: wojsko polskie wkroczyło do Cieszyna.
  - Wielka Brytania uznała niepodległość Polski.

### Marzec
- 3 marca – utworzono Kurię Biskupią Wojsk Polskich.
- 9 marca – ochotnicza kompania powstańców wielkopolskich wyruszyła do Małopolski, aby wziąć udział w walkach z Ukraińcami.
- 14 marca:
  - utworzono Instytut Wojskowo-Techniczny.
  - wojna polsko-bolszewicka: w Nieświeżu wybuchło powstanie antybolszewickie.
- 15 marca – w Warszawie podpisany został układ o rozejmie polsko-niemieckim w sprawie Wielkopolski.
- 19 marca – bolszewicy zdławili 5-dniowe zbrojne wystąpienie polskiej ludności Nieświeża.
- 20 marca – stanowisko szefa Sekcji Marynarki przy Ministerstwie Spraw Wojskowych objął gen. ppor. mar. Kazimierz Porębski.
- 27 marca – Aleksy Rżewski został rządowym komisarzem miasta Łodzi.
- 30 marca – wojna polsko-ukraińska: rozkazem Naczelnego Wodza Józefa Piłsudskiego utworzony został Front Wołyński dowodzony przez generała Aleksandra Karnickiego.

### Kwiecień
- 1 kwietnia:
  - powołano Główny Urząd Miar.
  - założono I Liceum Ogólnokształcące im. Karola Marcinkowskiego w Poznaniu.
  - w poznańskim Ogrodzie Botanicznym (dziś Park Wilsona) otwarto Palmiarnię.
- 2 kwietnia – założono Polskie Towarzystwo Matematyczne.
- 4 kwietnia:
  - został założony Uniwersytet im. Adama Mickiewicza w Poznaniu.
  - w Warszawie otwarto kabaret Qui Pro Quo.
- 5 kwietnia – wojna polsko-bolszewicka: wojsko polskie dokonało w zdobytym Pińsku masakry 35 Żydów, oskarżanych o popieranie bolszewików.
- 8 kwietnia – założono Akademię Górniczo-Hutniczą w Krakowie.
- 10 kwietnia – okupowane przez Niemców od września 1915 roku Grodno zostało przejęte przez polskie władze administracyjne.
- 11 kwietnia – utworzono Główny Urząd Zaopatrywania Armii (GUZA).
- 12 kwietnia – w Łucku rozpoczęto zjazd ziemian, podczas którego powstał Związek Ziemian Wołynia. Zajęto się sprawą polskiego stanu posiadania na Rusi.
- 16 kwietnia:
  - wojna polsko-bolszewicka: rozpoczęła się ofensywa wojsk polskich.
  - początek operacji sprowadzania do Polski armii generała Józefa Hallera.
  - w Warszawie odbył się zjazd Związku Socjalistycznej Młodzieży Polskiej; jego przewodniczącym wybrano Stanisława Dubois.
- 17 kwietnia:
  - wojna polsko-bolszewicka: polskie wojska zdobyły Lidę.
  - Jarogniew Drwęski objął stanowisko pierwszego po zaborach prezydenta Poznania.
- 18 kwietnia:
  - wojna polsko-bolszewicka: wojska polskie zdobyły Nowogródek.
  - założono Muzeum Narodowe w Poznaniu.
- 19 kwietnia – wojna polsko-bolszewicka: oddziały polskie odbiły Wilno.
- 20 kwietnia – do kraju przybył pierwszy pociąg z żołnierzami Armii Hallera.
- 22 kwietnia – Józef Piłsudski skierował odezwę do mieszkańców byłego Wielkiego Księstwa Litewskiego.
- 23 kwietnia – wojna polsko-bolszewicka: w trwającym od zajęcia Wilna w dniu 19 kwietnia pogromie zginęło około 50 Żydów, oskarżanych o sprzyjanie bolszewikom i strzelanie do wkraczających oddziałów polskich.
- 23–26 kwietnia:
  - nadzwyczajny XVI Zjazd Polskiej Partii Socjalistycznej zaboru pruskiego.
  - XV Kongres Polskiej Partii Socjalno-Demokratycznej Galicji i Śląska Cieszyńskiego.
  - XVI Zjazd Polskiej Partii Socjalistycznej w Krakowie.
- 26 kwietnia – na mocy dekretów Naczelnika Państwa Józefa Piłsudskiego utworzono Straż Więzienną w Polsce.
- 27–28 kwietnia – kongres zjednoczeniowy Polskiej Partii Socjalistycznej, Polskiej Partii Socjal-Demokratycznej Galicji i Śląska Cieszyńskiego oraz Polskiej Partii Socjalistycznej zaboru pruskiego. Nowa partia przyjęła nazwę Polska Partia Socjalistyczna. Kongres został uznany za XVI Zjazd Polskiej Partii Socjalistycznej.
- 29 kwietnia – uchwałą Sejmu dzień 3 maja został ogłoszony świętem narodowym.
- 30 kwietnia:
  - Sokółka została przyłączona do Polski.
  - w łódzkiej synagodze Julian Tuwim poślubił Stefanię Marchew.

### Maj
- 1 maja – Polska została członkiem Światowego Związku Pocztowego (UPU).
- 2 maja:
  - Sekcja Marynarki przy Ministerstwie Spraw Wojskowych została przekształcona w Departament dla Spraw Morskich.
  - Hugh S. Gibson został ambasadorem Stanów Zjednoczonych w Polsce.
- 3 maja – odbyły się pierwsze uroczyste obchody święta narodowego (rocznica uchwalenia w dniu 3 maja 1791 r. konstytucji).
- 7 maja – w Poznaniu otwarto Wszechnicę Piastowską, obecny Uniwersytet im. Adama Mickiewicza.
- 10 maja – do Białegostoku przyłączono 13 okolicznych wsi.
- 11 maja – zjazd spółdzielni robotniczych w Warszawie powołał Związek Robotniczych Stowarzyszeń Spółdzielczych.
- 12 maja – w Warszawie powstała Francuska Szkoła Pilotów.
- 21 maja – rozpoczęła działalność Oficerska Szkoła Aeronautyczna.
- 22 maja – wojna polsko-ukraińska: wojska ukraińskie zakończyły oblężenie Lwowa i wycofały się wobec ofensywy Wojska Polskiego.
- 29 maja – w Poznaniu zbudowano pociąg pancerny „Danuta”.

### Czerwiec
- 13 czerwca:
  - założono Centralną Bibliotekę Wojskową w Warszawie.
  - do Polski przybyła amerykańska misja rządowa mająca na celu zbadanie traktowania Żydów w Polsce.
- 15 czerwca – utworzenie Wojennej Szkoły Sztabu Generalnego w Warszawie.

### Lipiec
- 10 lipca – uchwała Sejmu w sprawie zasad reformy rolnej. Ustalono limity wielkości gospodarstw prywatnych, dla Polski centralnej 180 ha, dla Kresów 400 ha.
- 13 lipca:
  - w bitwie pod Jazłowcem 14. Pułk Ułanów 4. Dywizji Strzelców Polskich odniósł zwycięstwo nad wojskami Zachodnioukraińskiej Republiki Ludowej.
  - założono klub sportowy Wawel Kraków.
- 14 lipca – na Rynku Głównym w Krakowie odbył się przegląd wojsk z okazji święta narodowego Francji (zburzenie Bastylii – 14 lipca 1789). Obecni byli biskup Adam Sapieha, gen. Józef Haller i francuscy oficerowie służący w jego armii.
- 17 lipca – wojsko polskie wyparło ze Zbrucza armię ukraińską, kończąc w ten sposób wojnę polsko-ukraińską.
- 20 lipca:
  - pierwszy w odrodzonej Polsce nuncjusz apostolski Achilles Ratti przedstawił Naczelnikowi Państwa w Belwederze listy uwierzytelniające.
  - zawarto rozejm pomiędzy dowództwem Wojska Polskiego i oddziałami Semena Petlury.
- 24 lipca – Sejm uchwalił ustawę o organizacji Policji Państwowej i o bezpieczeństwie państwa. W rocznicę tego wydarzenia obchodzone jest Święto Policji (Dzień Policjanta).
- 27 lipca – po drobnych potyczkach z oddziałami litewskimi wojska polskie wkroczyły do Augustowa. Miasto zajęła grupa gen. Falewicza.
- 31 lipca – Sejm RP ratyfikował traktat wersalski.

### Sierpień
- 1 sierpnia – Sejm RP uchwalił ustawę o godłach i barwach Rzeczypospolitej Polskiej oraz o orderze Virtuti Militari.
- 8 sierpnia – wojska polskie zajęły Mińsk.
- 14 sierpnia:
  - wybuchł strajk 140 tys. robotników na terytorium dzisiejszego GOP na Górnym Śląsku, poprzedzający wybuch zbrojnego powstania.
  - założono klub piłkarski Ruch Radzionków.
- 15 sierpnia – w Mysłowicach w Myslowitzgrube strażnicy graniczni Rzeszy Niemieckiej spacyfikowali (Masakra w Mysłowicach) bunt pracowniczy górników, ich żon i dzieci, co zostało wykorzystane jako pretekst do wybuchu I powstania śląskiego.
- 16–17 sierpnia – wybuchło I powstanie śląskie.
- 18 sierpnia:
  - I powstanie śląskie: zwycięska dla Polaków bitwa pod Godowem.
  - wybuch strajku powszechnego w Zagłębiu Dąbrowskim.
- 23 sierpnia – wybuchło powstanie sejneńskie, zorganizowane przez Polską Organizację Wojskową przeciwko administracji litewskiej.
- 24 sierpnia – zakończenie I powstania śląskiego.
- 28 sierpnia – zakończyło się powstanie sejneńskie; wojska litewskie zostały wyparte z Suwalszczyzny.
- 29 sierpnia – wojna polsko-bolszewicka: wojska polskie zdobyły Bobrujsk.

### Wrzesień
- 1 września:
  - Polska podpisała zawieszenie broni z Ukrainą.
  - naczelnik państwa Józef Piłsudski ratyfikował traktat wersalski.
- 9 września – Departament do Spraw Morskich zatwierdził pierwszy program rozwoju polskiej floty wojennej. W jej skład miały wejść: krążownik o pojemności 3000 BRT, 4 kontrtorpedowce po 800 BRT, 2 okręty podwodne (500 i 200 BRT), 6 trawlerów po 100 BRT i kilkanaście mniejszych jednostek.

### Październik
- 9 października – w Mikaszewiczach rozpoczęły się rokowania polsko-bolszewickie.
- 11 października:
  - dokonano uroczystego otwarcia Uniwersytetu Wileńskiego.
  - w Krakowie założono pierwszy związek sportowy w niepodległej Polsce – Polski Związek Lekkiej Atletyki.
- 12 października – w Krakowie powstał Polski Komitet Olimpijski.
- 20 października – Naczelnik Państwa Józef Piłsudski dokonał uroczystego otwarcia Akademii Górniczej w Krakowie, obecnej Akademii Górniczo-Hutniczej im. Stanisława Staszica.
- 28 października – w warszawskiej katedrze św. Jana odbyła się uroczystość przyjęcia sakry biskupiej przez nuncjusza Achille Rattiego, późniejszego papieża Piusa XI.
- 30 października – powstał Aeroklub Polski w Poznaniu.

### Listopad
- 2 listopada – polski statek uzbrojony „Różycki” poddaje się niemieckiej Weichselschutzflotille.
- 5 listopada – powstał AZS Poznań.
- 9 listopada – założono Towarzystwo Żeglugowe „Sarmacja”.
- 19 listopada – Józef Piłsudski został honorowym obywatelem miasta Białegostoku.
- 21 listopada – Rada Najwyższa na konferencji pokojowej przyznała Polsce Galicję Wschodnią.
- 22 listopada – uchwałą Rządu RP Uniwersytetowi Lwowskiemu nadano imię jego założyciela – króla Jana Kazimierza.
- 24 listopada – otwarcie teatru Reduta w Warszawie.
- 30 listopada – gen. Józef Haller wydał odezwę do żołnierzy Frontu Pomorskiego.
- Powstanie Polskiej Akademii Umiejętności.

### Grudzień
- 8 grudnia:
  - Rada Ambasadorów państw Ententy ustaliła w Paryżu linię Curzona jako wschodnią granicę Polski.
  - potyczka polsko-czechosłowacka pod Kieżmarkiem.
- 9 grudnia:
  - ustąpił rząd Ignacego Jana Paderewskiego.
  - decyzja mocarstw zachodnich o podziale byłych flot państw zaborczych (Polsce przyznano 6 małych, rozbrojonych poniemieckich torpedowców o łącznej wyporności 2300 t)
- 13 grudnia – powstał rząd Leopolda Skulskiego.
- 17 grudnia – decyzją ministra wyznań religijnych i oświecenia publicznego, Ksawerego Praussa, powołano Tymczasową Państwową Komisję Ochrony Przyrody.
- 20 grudnia – powstanie Polskiego Związku Piłki Nożnej.
- 26 grudnia – założono Polski Związek Narciarski.

## Wydarzenia na świecie
- Koniec epidemii grypy hiszpanki, rozpoczętej w roku 1918; zmarło 20–25 mln osób.

### Styczeń
- 1 stycznia:
  - powstała Komunistyczna Partia Niemiec.
  - u szkockich wybrzeży zatonął jacht brytyjskiej admiralicji „HMS Iolaire” z 280 osobami na pokładzie, co najmniej 205 osób zginęło.
  - Edsel Ford zastąpił swego ojca – Henry’ego Forda, na stanowisku prezydenta Ford Motor Company.
- 3 stycznia – w Londynie, dwa tygodnie przed rozpoczęciem konferencji pokojowej w Paryżu, emir Fajsal I (syn króla Hidżazu) i Chaim Weizman (przedstawiciel Światowej Organizacji Syjonistycznej) podpisali umowę dotyczącą rozstrzygnięcia sporów na Bliskim Wschodzie, powstałych po zakończeniu I wojny światowej. Było to krótkotrwałe porozumienie arabsko-żydowskie w zakresie ustanowienia ojczyzny dla narodu żydowskiego w Palestynie i rozwoju narodu arabskiego na Bliskim Wschodzie.
- 5 stycznia:
  - w Niemczech w Monachium Anton Drexler założył DAP (niem. Deutsche Arbeiterpartei, czyli Niemiecka Partia Robotników), później przemianowaną na NSDAP.
  - w Berlinie Związek Spartakusa inicjował próbę rozpętania rewolucji komunistycznej w Niemczech. Powstanie komunistyczne trwało do 13 stycznia.
  - Armia Czerwona zdobyła Mińsk; upadek Białoruskiej Republiki Ludowej.
- 6 stycznia – w Niemczech rozpoczęto formowanie Freikorpsów.
- 7 stycznia – wojna estońsko-bolszewicka: doszło do walk pomiędzy Armią Czerwoną a siłami estońskimi.
- 9 stycznia – Friedrich Ebert wprowadzał do akcji oddziały „Freikorps”.
- 10–12 stycznia – oddziały „Freikorps” atakowały sympatyków „Związku Spartakusa” w Berlinie.
- 11 stycznia:
  - Rumunia anektowała Siedmiogród.
  - w niemieckim porcie Cuxhaven Rada Robotnicza i Żołnierska ogłosiły powstanie Socjalistycznej Republiki Cuxhaven.
- 13 stycznia – Rada Robotnicza w Berlinie podejmowała decyzje o zakończeniu strajku generalnego. Próba rozpętania rewolucji przez członków Komunistycznej Partii Niemiec zakończyła się niepowodzeniem.
- 14 stycznia – Szarlotta została wielką księżną Luksemburga.
- 15 stycznia:
  - Róża Luksemburg i Karl Liebknecht zostali zamordowani.
  - w Bostonie doszło do katastrofy przemysłowej w destylarni alkoholu, wyciek melasy pozbawił życia 21 osób i zranił 150 osób.
  - założono tunezyjski klub piłkarski Espérance Sportive de Tunis.
- 16 stycznia:
  - początek walk polsko-rosyjskich.
  - została ratyfikowana wprowadzająca prohibicję 18. poprawka do Konstytucji Stanów Zjednoczonych.
- 17 stycznia – wojna estońsko-bolszewicka: wojska estońskie zdobyły Narwę.
- 18 stycznia:
  - w Paryżu rozpoczęła się konferencja pokojowa po I wojnie światowej. Przewodniczył jej premier Francji Georges Clemenceau. Konferencja zakończyła się 21 stycznia 1920 roku.
  - powstało przedsiębiorstwo produkujące luksusowe oraz duże sportowe samochody Bentley Motors Limited.
- 19 stycznia – odbyły się wybory do Zgromadzenia Narodowego w Niemczech.
- 21 stycznia:
  - odbyło się pierwsze posiedzenie parlamentu Irlandii w Dublinie. Od tego wydarzenia datuje się powstanie niepodległej Republiki Irlandii.
  - powstanie w Chuście Centralnej Rady Ukraińskiej.
- 22 stycznia – w Kijowie ogłoszony został Akt Zjednoczenia Ukraińskiej i Zachodnioukraińskiej Republiki Ludowej; rocznica tego wydarzenia jest na Ukrainie obchodzona jako Dzień Jedności Ukrainy.
- 23 stycznia–1 lutego – powstanie ludności pochodzenia ukraińskiego w Chocimiu, stłumione przez władze rumuńskie.
- 24 stycznia – została ogłoszona Estońska Deklaracja Niepodległości.
- 28 stycznia – założono Uniwersytet Masaryka w Brnie.
- 29 stycznia:
  - Stany Zjednoczone uznały niepodległość Polski i nawiązały stosunki dyplomatyczne z Polską.
  - przewodniczący Polskiego Komitetu Narodowego Roman Dmowski przedstawił na konferencji w Paryżu polskie postulaty odnośnie do granicy polskiej po I wojnie światowej.
- 31 stycznia:
  - szkocka policja i brytyjska armia pacyfikowały próbę powstania robotniczego w Glasgow.
  - wojna estońsko-bolszewicka: zwycięstwo Estończyków w bitwie pod Paju.
- Styczeń – wojna estońsko-bolszewicka: wojska estońskie pod wodzą Johana Laidonera, wspierane przez ochotników z Finlandii, Szwecji i Danii, przeszły do kontrofensywy, wyrzucając Armię Czerwoną z terytorium Estonii.

### Luty
- 1 lutego – w Paryżu został podpisany układ polsko-czeski o tymczasowym podziale Śląska Cieszyńskiego.
- 3 lutego – Armia Czerwona okupowała Ukrainę.
- 6 lutego – powstała Republika Weimarska.
- 11 lutego – Friedrich Ebert (SPD), został wybrany prezydentem Niemiec.
- 13 lutego – Philipp Scheidemann został kanclerzem Niemiec.
- 14 lutego – prezydent USA Woodrow Wilson przedstawił projekt Ligi Narodów.
- 21 lutego – w Monachium został zastrzelony premier Bawarii Kurt Eisner.
- 25 lutego – Oregon jako pierwszy stan w USA wprowadza podatek, 1 cent na galon paliwa (0,26 ¢/L), stosowanego do napędu samochodów.
- 26 lutego – Kongres Stanów Zjednoczonych wydał akt prawny powołujący do życia na terenie części Wielkiego Kanionu Kolorado – Park Narodowy Wielkiego Kanionu.
- 27 lutego – została utworzona Litewsko-Białoruska Socjalistyczna Republika Rad.

### Marzec
- 1 marca:
  - w Korei policja i wojsko japońskie pacyfikowały masowe demonstracje przeciw okupacji japońskiej – w zamieszkach zginęło około 7 tys. osób.
  - gen. Hans von Seeckt (Szef Niemieckiego Sztabu Generalnego) opracował i przedstawił Zgromadzeniu Narodowemu memoriał ws. sił zbrojnych.
- 2 marca – rozpoczął się kongres założycielski III Międzynarodówki (Kominternu).
- 4 marca – w Rosji gen. Kołczak rozpoczął ofensywę przeciwko Armii Czerwonej.
- 6 marca:
  - podczas kongresu w Moskwie utworzono Komintern.
  - niemieckie Zgromadzenie Narodowe uchwaliło ustawę o tzw. Reichswerze prowizorycznej.
- 9 marca – w Egipcie wybuchło powstanie przeciw okupacji brytyjskiej, zdławione przez siły brytyjskie następnego miesiąca – zginęło około 800 osób.
- 10 marca – uchwalono konstytucję Ukrainy radzieckiej.
- 15 marca – w Paryżu została założona organizacja weteranów armii amerykańskiej walczących w pierwszej wojnie światowej (ang. American Legion).
- 16 marca – Walter Gropius reaktywował i zjednoczył w Weimarze szkołę budownictwa Bauhaus.
- 19 marca – niemiecki astronom Karl Reinmuth odkrył planetoidę (911) Agamemnon.
- 21 marca – Béla Kun założył Węgierską Republikę Rad – krótkotrwały twór polityczny, który istniał na Węgrzech do początku sierpnia 1919 (133 dni).
- 22 marca:
  - Japonia uznała niepodległość Polski.
  - uruchomiono pierwsze na świecie regularne międzynarodowe połączenie lotnicze pomiędzy Paryżem a Brukselą.
- 23 marca – Benito Mussolini formował (wł. Fasci Italiani di Combattimento) paramilitarną organizację, która później (1921) przekształciła się w Narodową Partię Faszystowską.
- 24 marca – Karol I Habsburg, ostatni władca Cesarsko-Królewskich Austro-Węgier, udał się na wygnanie do Szwajcarii, a później na portugalską wyspę Maderę.
- 28 marca – w „The New York Times” ukazał się wywiad z Józefem Piłsudskim.
- 29 marca – pierwszy samochód marki Tatra został wyprodukowany w Czechosłowacji.
- 30 marca – Domingos Leite Pereira(inne języki) został premierem Portugalii.
- 31 marca – rozpoczął się generalny strajk w miastach dorzecza Ruhry w Nadrenii Północnej-Westfalii.

### Kwiecień
- 1 kwietnia – Éamon de Valera został po raz pierwszy premierem Irlandii.
- 3 kwietnia – austriacki parlament przyjął ustawę konstytucyjną o obaleniu dynastii Habsburgów i konfiskacie ich majątku.
- 4 kwietnia – Antanas Smetona został pierwszym prezydentem Litwy.
- 7 kwietnia – powstał Francuski Związek Piłki Nożnej (FFF).
- 10 kwietnia – przywódca chłopskiej partyzantki w Meksyku Emiliano Zapata zginął w zasadzce w stanie Morelos.
- 11 kwietnia – ustanowiono Międzynarodową Organizację Pracy (ILO) jako autonomiczną organizację stowarzyszoną z Ligą Narodów.
- 13 kwietnia:
  - powstała Bawarska Republika Rad, istniała do 3 maja 1919 roku.
  - w Indiach w mieście Amritsar w stanie Pendżab armia brytyjska i oddziały Gurków dokonały masakry ludności cywilnej, wyznawców sikhizmu – zginęło 379 osób, ponad 1100 zostało rannych.
- 23 kwietnia:
  - rozpoczęła się zorganizowana przez bolszewików akcja otwarcia relikwii Rosyjskiego Kościoła Prawosławnego, mająca obalić rozpowszechniany przez Cerkiew pogląd, że ciała świętych nie ulegają po śmierci rozkładowi.
  - w Tallinnie rozpoczęły się obrady estońskiej konstytuanty.
- 25 kwietnia:
  - w Niemczech powstała uczelnia artystyczna w Weimarze – Bauhaus.
  - w Australii po raz pierwszy obchodzono uroczyście „Dzień ANZAC”.
  - w Meksyku generał Pancho Villa zdobywa miasto Hidalgo del Parral, w którym powiesił majora miasta i dwóch jego synów.
- 26 kwietnia – Juan Manuel Zuloaga(inne języki) został premierem Peru.
- 27 kwietnia:
  - Finlandia została ogłoszona republiką.
  - niemiecki astronom Arnold Schwassmann odkrył planetoidę (912) Maritima.
- 28 kwietnia – rozpoczęto budowę kaplicy Objawień w portugalskiej Fatimie.
- 30 kwietnia – kilka bomb zostało przechwyconych w pierwszej fali anarchistycznych ataków bombowych w USA.

### Maj
- 1 maja:
  - lewicowe demonstracje we Francji przeradzają się w rozruchy.
  - w Cleveland w stanie Ohio, podczas socjalistycznych demonstracji doszło do rozruchów, dwie osoby zginęły, 40 zostało rannych i 116 osób zostało aresztowanych.
- 3 maja:
  - armia Republiki Weimarskiej i oddziały Freikorps wkroczyły do Monachium – koniec Bawarskiej Republiki Rad.
  - założono klub sportowy Slovan Bratysława.
- 4 maja – Ruch Czwartego Maja rozpoczął swą działalność przeciw obcym kolonizatorom w Chinach.
- 5 maja – w Paryżu powstała liga Socjalistycznego Czerwonego Krzyża.
- 8 maja – w Holandii wprowadzono prawo wyborcze dla kobiet.
- 9 maja – w Belgii weszło w życie nowe uniwersalne prawo wyborcze pozwalające głosować wszystkim mężczyznom niezależnie od statusu majątkowego, jak i również niektórym kobietom.
- 11 maja – utworzono Besarabską Socjalistyczną Republikę Radziecką.
- 15 maja:
  - wojna grecko-turecka: dwadzieścia tysięcy żołnierzy greckich zajęło Smyrnę (Izmir) z pomocą floty angielskiej i francuskiej.
  - robotnicy kanadyjscy z miasta Winnipeg rozpoczęli strajk generalny, domagając się wyższych płac oraz lepszych warunków pracy.
- 16 maja – samolot Marynarki Wojennej Stanów Zjednoczonych typu NC-4 pilotowany przez Alberta Cushinga Reada(inne języki) wystartował z Nowej Fundlandii do pierwszego lotu transatlantyckiego przez Azory do Lizbony.
- 19 maja:
  - Wojna grecko-turecka: oddziały tureckie pod dowództwem Mustafy Kemala Atatürka lądowały w miejscowości Samsun na wybrzeżu Anatolii nad Morzem Czarnym, rozpoczynając walki, które później zostaną nazwane „Turecką Wojną o Niezależność”. Rocznica tego wydarzenia jest obchodzona przez Greków oraz Cypryjczyków pochodzenia greckiego jako dzień pamięci o „Ludobójstwie na Grekach pontyjskich”.
  - nowojorski hotelarz Raymond Orteig ufundował nagrodę w wysokości 25 tys. dolarów dla osoby, która jako pierwsza przeleci samolotem non stop z Nowego Jorku do Paryża lub odwrotnie.
- 23 maja – Uniwersytet Kalifornijski otworzył drugie miasteczko uniwersyteckie w Los Angeles. Początkowo nazywane Południowym Oddziałem Uniwersytetu Kalifornijskiego (ang. Southern Branch of the University of California – SBUC), później przemianowane na Uniwersytet Kalifornijski w Los Angeles (ang. University of California, Los Angeles – UCLA).
- 25 maja:
  - doszło do erupcji wulkanu Gunung Kelud (Kelut) we wschodniej części Jawy w Indonezji, zginęło ponad 5 tys. osób.
  - w norweskim Bergen otwarto Brann Stadion.
- 27 maja:
  - amerykański hydroplan Curtiss NC-4 zakończył w Lizbonie pierwszy w historii przelot (z międzylądowaniami) przez Atlantyk.
  - Amerykanin Charles Strite opatentował toster, z którego grzanki wyskakiwały automatycznie, zaraz po opieczeniu.
- 29 maja – ogólna teoria względności opublikowana przez Alberta Einsteina w 1916 roku została potwierdzona przez pomiary przeprowadzone przez astrofizyka brytyjskiego Arthura Eddingtona, podczas całkowitego zaćmienia słońca na Wyspie Książęcej i przez brytyjskiego astronoma Andrew Crommelina dokonującego pomiarów w Sobral w Brazylii.
- 30 maja – doszło do porozumienia pomiędzy Wielką Brytanią i Belgią, później potwierdzonego przez Ligę Narodów, w którym Niemiecka Afryka Wschodnia (Rwanda i Burundi) dostała się pod kontrolę Belgii.

### Czerwiec
- 2 czerwca – kilka bomb zostało przesłanych pocztą do znaczących polityków w USA w kampanii terroru anarchistycznego.
- 4 czerwca – Kongres Stanów Zjednoczonych przyjął 19. poprawkę do Konstytucji gwarantującą kobietom czynne prawo wyborcze i przekazał ją stanom do ratyfikacji.
- 7 czerwca – wojska angielskie stłumiły demonstrację w La Valletcie na Malcie, zginęły 4 osoby.
- 9 czerwca – Armia Czerwona zajęła Ufę.
- 11 czerwca – dokonano pierwszego wejścia na szczyt Ancohuma (6427 m) w Andach Środkowych w Boliwii.
- 14 na 15 czerwca – pilot John Alcock wraz z nawigatorem Arthurem Whittenem Brownem, dokonali pierwszego nieprzerwanego przelotu ponad Oceanem Atlantyckim samolotem Vickers Vimy.
- 15 czerwca:
  - oddziały generała Pancho Villi zaatakowały miasto Ciudad Juárez. W obawie przed przeniesieniem się walk na terytorium USA, kawaleria amerykańska przekroczyła granicę z Meksykiem i odepchnęła oddziały Pancho Villi od granicy.
  - w Irlandii zakończył się pierwszy nieprzerwany przelot Johna Alcocka i Arthura Whittena Browna przez Ocean Atlantycki.
- 16 czerwca – powstała Słowacka Republika Rad.
- 19 czerwca – założenie klubu Salernitana Sport we włoskim mieście Salerno.
- 21 czerwca:
  - Gustav Bauer został kanclerzem Niemiec.
  - admirał Ludwig von Reuter wydał rozkaz zatopienia w zatoce Scapa Flow na Orkadach internowanej floty niemieckiej – 9 marynarzy niemieckich zginęło.
  - Kanadyjska Królewska Policja Konna oddała salwę do tłumu bezrobotnych weteranów pierwszej wojny światowej podczas strajku generalnego w Winnipeg – zabijając dwie osoby.
- 23 czerwca:
  - Zgromadzenie Narodowe Niemiec ratyfikowało traktat wersalski.
  - łotewska wojna o niepodległość: w miejscowości Kieś siły Estonii i Łotwy pokonały Niemców. Rocznica bitwy świętowana jest w Estonii jako Dzień Zwycięstwa.
  - Francesco Saverio Nitti został premierem Włoch.
  - zakończyły się trzydniowe, jedyne wybory parlamentarne w historii Demokratycznej Republiki Armenii. Zwycięstwo odniosła Armeńska Federacja Rewolucyjna, która zdobyła 72 z 80 mandatów.
- 24 czerwca – Antal Dovcsák został premierem Węgierskiej Republiki Rad.
- 25 czerwca – inauguracyjny lot odbył Junkers F 13, pierwszy całkowicie metalowy samolot.
- 26 czerwca – ukazało się pierwsze wydanie dziennika „New York Daily News”.
- 27 czerwca – założono Uniwersytet Komeńskiego w Bratysławie.
- 28 czerwca:
  - podpisanie przez Niemcy i państwa zwycięskiej koalicji traktatu wersalskiego, ustanawiającego nowy porządek polityczny po pierwszej wojnie światowej.
  - została utworzona Międzynarodowa Organizacja Pracy.
- 30 czerwca – wojska gen. Antona Denikina zajęły Carycyn.

### Lipiec
- 2 lipca – brytyjski sterowiec R-34 dokonał przelotu przez północny Atlantyk, pokonując tę trasę w obu kierunkach.
- 3 lipca – w Niemczech Zgromadzenie Narodowe zatwierdziło barwy flagi niemieckiej. Zdecydowano się na trzy kolory związane z rewolucją 1848 r. – czerwony, czarny i żółty.
- 13 lipca – brytyjski sterowiec R-34 zakończył przelot nad Atlantykiem w obu kierunkach.
- 22 lipca – w Londynie odbyła się premiera baletu Trójkątny kapelusz z muzyką Manuela de Falli.
- 31 lipca:
  - parlament niemiecki uchwalił konstytucję republikańską – w Niemczech powstała Republika Weimarska.
  - policjanci z Londynu i Liverpoolu strajkowali, żądając ustanowienia Krajowych Związków Zawodowych Policji i Pracowników Więziennictwa. Ponad 2 tys. strajkujących zostało zwolnionych z pracy.

### Sierpień
- 4 sierpnia – wojska rumuńskie i czechosłowackie wraz oddziałami posłusznymi admirałowi Miklósowi Horthyemu zajmowały Budapeszt.
- 11 sierpnia:
  - przyjęto konstytucję Republiki Weimarskiej.
  - powstał pierwszy zespół występujący w NFL z Wisconsin – Green Bay Packers.
- 14 sierpnia – weszła w życie konstytucja Republiki Weimarskiej.
- 18 sierpnia – bolszewicka flota z Kronsztadu została zniszczona przez brytyjskie lotnictwo i okręty torpedowe.
- 19 sierpnia – Afganistan uzyskał niezależność od Wielkiej Brytanii.
- 31 sierpnia – powstała Komunistyczna Partia Stanów Zjednoczonych.

### Wrzesień
- 1 września – w Cedar Point w stanie Ohio w USA rozpoczął się ośmiodniowy kongres Badaczy Pisma Świętego (obecnie Świadkowie Jehowy).
- 9 września – u wybrzeży Kuby zatonął hiszpański statek pasażerski SS Valbanera(inne języki) z 488 osobami na pokładzie.
- 10 września – w Saint-Germain-en-Laye podpisano traktatu pokojowy między państwami Ententy a Austrią.
- 10–15 września – huragan „Florida Keys” spowodował śmierć 600 osób nad Zatoką Meksykańską na Florydzie i w Teksasie.
- 11 września – wojska amerykańskie dokonały inwazji na Honduras.
- 12 września – Gabriele D’Annunzio na czele oddziałów ochotniczych dokonał zajęcia Fiume (obecnie Rijeka), co spowodowało wycofanie sprzymierzonych oddziałów francusko-brytyjsko-amerykańskich i proklamowanie Regencji Carnaro.
- 18 września – Holandia przyznała kobietom prawa wyborcze.
- 22 września – w USA rozpoczął się strajk robotników przemysłu stalowego.
- 23 września – został założony portugalski klub sportowy z siedzibą w lizbońskiej dzielnicy Belém – CF Os Belenenses.
- 27 września – ostatnie brytyjskie oddziały opuszczają Archangielsk w Rosji.
- 28 września – doszło do rozruchów na tle rasowym w mieście Omaha w stanie Nebraska, tłum zlinczował Murzyna podejrzanego o gwałt.
- 29 września – w Szwecji wprowadzono 8-godzinny dzień pracy. W Hiszpanii 1 października, w Jugosławii – 3 października, a w Austrii 17 grudnia.

### Październik
- 1 października:
  - w miasteczku Elaine w stanie Arkansas doszło do rozruchów na tle rasowym, około 800 murzynów straciło życie.
  - ukazało się pierwsze wydanie czasopisma „Złoty Wiek” (obecnie znane jako „Przebudźcie się!”), wydawnictwo Świadków Jehowy.
- 2 października – prezydent Woodrow Wilson doznał wylewu krwi do mózgu, został częściowo sparaliżowany.
- 3 października – opublikowano tzw. Raport Morgenthaua z pobytu w Polsce amerykańskiej misji rządowej, mającej zbadać doniesienia o pogromach Żydów.
- 7 października – powstały holenderskie linie lotnicze KLM.
- 9 października:
  - drużyna baseballowa Cincinnati Reds odniosła decydujące piąte zwycięstwo w finałowej World Series nad Chicago White Sox, zostając tym samym po raz pierwszy w swej historii zwycięzcą Major League Baseball. W toku prowadzonego później śledztwa ustalono, że ośmiu zawodników White Sox zostało przekupionych przez hazardzistów (Black Sox Scandal).
  - w Mikaszewiczach rozpoczęły się polsko-bolszewickie rokowania.
- 13 października – w Paryżu podpisano umowę międzynarodową dotycząca bezpieczeństwa i nawigacji lotów powietrznych.
- 17 października – otwarto metro w Madrycie.
- 21 października:
  - austriacki parlament ratyfikował traktat pokojowy z Saint Germain; powstała I Republika Austriacka.
  - Zgromadzenie Ustawodawcze Estonii przyjęło ustawę o Sądzie Najwyższym.
- 28 października – rozpoczęła się prohibicja w Stanach Zjednoczonych.
- 31 października – oddano do użytku publicznego pierwszą linię metra w Madrycie, łączącą Puerta del Sol z Cuatro Caminos.

### Listopad
- 17 listopada – Armia Czerwona zdobyła Kursk.
- 19 listopada – oficjalnie ogłoszono, że pomiary przeprowadzone 29 maja przez Arthura Eddingtona i Andrew Crommelina potwierdzają „ogólną teorię względności”.
- 20 listopada – wybory do francuskiego Zgromadzenia Ustawodawczego.
- 27 listopada:
  - Bułgaria podpisała w Neuilly-sur-Seine traktat pokojowy z Ententą.
  - władze czechosłowackie zmieniły nazwę miasta Ostrawa Polska na Ostrawa Śląska.
- 28 listopada – Nancy Astor jako pierwsza kobieta została wybrana do brytyjskiej Izby Gmin.
- 30 listopada – założono Łotewski Teatr Narodowy.

### Grudzień
- 5 grudnia – turecki minister wojny zwalnia Greków, Ormian i Żydów ze służby w armii.
- 26 grudnia – Rada Komisarzy Ludowych wydała dekret o likwidacji analfabetyzmu w Rosji Radzieckiej.
- 27 grudnia – powstała szwedzka wytwórnia filmowa Svensk Filmindustri.
- 30 grudnia – stowarzyszenie prawnicze w Londynie „Lincoln’s Inn(inne języki)”, po raz pierwszy przyjęło w swe szeregi kobietę.
- 31 grudnia – powstały Kolumbijskie Siły Powietrzne (FAC).

## Urodzili się
- 1 stycznia:
  - Daniił Granin, pisarz rosyjski (zm. 2017)
  - Rocky Graziano, amerykański bokser, mistrz świata (zm. 1990)
  - Jerome David Salinger, amerykański pisarz (zm. 2010)
- 4 stycznia – Lester L. Wolff, amerykański polityk (zm. 2021)
- 6 stycznia – Jerzy Nomarski, polski fizyk, optyk, konstruktor (zm. 1997)
- 7 stycznia:
  - Jerzy Giżycki, polski krytyk filmowy (zm. 2009)
  - Nikołaj Łuńkow, radziecki polityk (zm. 2021)
- 8 stycznia – Marian Wolniewicz, polski duchowny katolicki, teolog, biblista (zm. 2005)
- 12 stycznia – Jan Józef Szczepański, polski pisarz, scenarzysta (zm. 2003)
- 13 stycznia – Józef Szczublewski, polski teatrolog (zm. 2013)
- 14 stycznia – Giulio Andreotti, włoski polityk, pisarz i publicysta (zm. 2013)
- 15 stycznia:
  - Maurice Herzog, francuski himalaista (zm. 2012)
  - George Cadle Price, belizeński polityk (zm. 2011)
- 19 stycznia – Joan Brossa, kataloński poeta (zm. 1998)
- 21 stycznia – Stanisława Fleszarowa-Muskat, polska pisarka (zm. 1989)
- 24 stycznia – Andrzej Wąsowski, polsko-amerykański pianista (zm. 1993)
- 26 stycznia:
  - Valentino Mazzola, włoski piłkarz (zm. 1949)
  - Hyun Soong-jong, południowokoreański polityk, nauczyciel akademicki, premier Korei Południowej w latach 1992–1993 (zm. 2020)
- 27 stycznia – Kazimierz Maludziński, polski urzędnik państwowy, prezydent Bydgoszczy (zm. 1983)
- 30 stycznia – Ernst Gutting, niemiecki duchowny katolicki (zm. 2013)
- 1 lutego:
  - Zbigniew Brym, pułkownik Wojska Polskiego, fotografik i publicysta (zm. 2006)
  - Nathan Mantel, amerykański statystyk (zm. 2002)
- 2 lutego – Lisa Della Casa, szwajcarska śpiewaczka operowa (zm. 2012)
- 4 lutego – Krystyna Berwińska, polska pisarka (zm. 2016)
- 5 lutego:
  - Red Buttons, amerykański aktor, laureat Oscara (zm. 2006)
  - Andreas Papandreu, grecki polityk, dwukrotny premier Grecji (zm. 1996)
- 6 lutego – Jan Karoń, polski skrzypek, lutnik (zm. 2008)
- 8 lutego:
  - Peter Berglar, niemiecki lekarz, historyk (zm. 1989)
  - Mimi Malenšek, słoweńska pisarka (zm. 2012)
  - Anna Zawadzka, polska instruktorka harcerska, anglistka, nauczycielka, autorka podręczników (zm. 2004)
- 13 lutego – Bolesław Smela, polski aktor (zm. 1987)
- 16 lutego – Natalia Rolleczek, polska pisarka (zm. 2019)
- 18 lutego:
  - José de Jesús Pimiento Rodríguez, kolumbijski duchowny katolicki, kardynał (zm. 2019)
  - Jack Palance, amerykański aktor pochodzenia ukraińskiego (zm. 2006)
- 24 lutego – Mieczysław Róg-Świostek, polski podpułkownik, dziennikarz, historyk, polityk, poseł na Sejm PRL, członek Rady Państwa (zm. 2000)
- 27 lutego – Helena Wolińska, polska prokurator wojskowa pochodzenia żydowskiego (zm. 2008)
- 28 lutego – Brian Urquhart, brytyjski major, dyplomata, pisarz, publicysta (zm. 2021)
- 2 marca:
  - Albert Brnčal, słowacki taternik, nauczyciel (zm. 1950)
  - Jennifer Jones, amerykańska aktorka, laureatka Oscara (zm. 2009)
  - Tamara Toumanova, gruzińsko-amerykańska balerina i aktorka (zm. 1996)
- 3 marca:
  - Peter Henry Abrahams, południowoafrykański pisarz (zm. 2017)
  - Bożena Brun-Barańska, polska śpiewaczka operowa, aktorka (zm. 1993)
  - Józef Kamiński, polski generał broni, działacz sportowy i kombatancki (zm. 2015)
  - Loki Schmidt, niemiecka ekolog, botanik (zm. 2010)
- 8 marca – Józef Ozga-Michalski, polski poeta, prozaik, działacz ludowy, polityk, wicemarszałek Sejmu, wiceprzewodniczący Rady Państwa PRL (zm. 2002)
- 11 marca – Kira Gołowko, rosyjska aktorka (zm. 2017)
- 13 marca – Zbigniew Tadeusz Wierzbicki, polski socjolog (zm. 2017)
- 17 marca:
  - Nat King Cole, amerykański aktor (zm. 1965)
  - Lech Sternal, polski architekt (zm. 2009)
- 18 marca – Laila Schou Nilsen, norweska narciarka alpejska, łyżwiarka szybka (zm. 1998)
- 19 marca:
  - Cornelis Berkhouwer, holenderski polityk, przewodniczący Parlamentu Europejskiego (zm. 1992)
  - Patricia Laffan, brytyjska aktorka (zm. 2014)
  - José Lebrún Moratinos, wenezuelski duchowny katolicki, arcybiskup Caracas, kardynał (zm. 2001)
  - Josef Stingl, niemiecki polityk (zm. 2004)
  - Lennie Tristano, amerykański pianista i kompozytor jazzowy pochodzenia włoskiego (zm. 1978)
- 20 marca – Danuta Stefańska, polska siatkarka, koszykarka i piłkarka ręczna (zm. 1944)
- 21 marca:
  - Timothy Lyne, amerykański duchowny katolicki (zm. 2013)
  - Douglas Warren, australijski duchowny katolicki, biskup (zm. 2013)
- 23 marca – Tarsykia Maćkiw, zakonnica greckokatolicka, męczennica, błogosławiona katolicka (zm. 1944)
- 24 marca – Lawrence Ferlinghetti, amerykański poeta (zm. 2021)
- 28 marca – Dewey F. Bartlett, amerykański polityk, senator ze stanu Oklahoma (zm. 1979)
- 1 kwietnia – Joseph Murray, amerykański lekarz, chirurg, laureat Nagrody Nobla (zm. 2012)
- 3 kwietnia:
  - Ervin Drake, amerykański autor tekstów piosenek (zm. 2015)
  - Myles McKeon, australijski duchowny katolicki (zm. 2016)
- 6 kwietnia – Caren Marsh Doll, amerykańska aktorka
- 7 kwietnia – Edoardo Mangiarotti, włoski szermierz (zm. 2012)
- 8 kwietnia – Ian Smith, rodezyjski polityk (zm. 2007)
- 9 kwietnia – John Presper Eckert, amerykański inżynier, elektryk, konstruktor i twórca ENIAC-a, pierwszego komputera (zm. 1995)
- 11 kwietnia – Albertyna Berkenbrock, brazylijska męczennica, błogosławiona (zm. 1931)
- 12 kwietnia – Hovhannes Tcholakian, ormiański duchowny katolicki (zm. 2016)
- 13 kwietnia – Manuel Romero Arvizu, meksykański biskup, franciszkanin (zm. 2009)
- 16 kwietnia – Włodzimierz Krzemiński, polski pisarz, poeta (zm. 2011)
- 17 kwietnia – Chavela Vargas, meksykańska piosenkarka (zm. 2012)
- 18 kwietnia – Stanisław Gucwa, polski ekonomista, działacz ruchu ludowego, członek Rady Państwa i marszałek Sejmu PRL (zm. 1994)
- 19 kwietnia – Maria Straszewska, polska historyk (zm. 2021)
- 22 kwietnia – Donald James Cram, amerykański chemik, laureat Nagrody Nobla (zm. 2001)
- 23 kwietnia:
  - Bülent Arel, turecki kompozytor (zm. 1990)
  - Anne Buydens, amerykańska producentka filmowa pochodzenia niemieckiego (zm. 2021)
  - Sławomir Lewiński, polski rzeźbiarz (zm. 1999)
  - Oleg Pieńkowski, radziecki oficer wywiadu wojskowego (zm. 1963)
- 24 kwietnia:
  - Glafkos Kliridis, cypryjski polityk, prezydent Cypru (zm. 2013)
  - Jakub Sądej, polski leśnik, pierwszy opiekun i przewodnik po Jaskini Niedźwiedziej (zm. 1987)
- 30 kwietnia – Bolesław Gleichgewicht, polski matematyk (zm. 2019)
- 1 maja – Mohammed Karim Lamrani, marokański polityk (zm. 2018)
- 3 maja – Pete Seeger, amerykański piosenkarz, działacz polityczny (zm. 2014)
- 6 maja – André Guelfi, francuski kierowca wyścigowy (zm. 2016)
- 7 maja – Eva Perón, argentyńska działaczka związkowa, żona prezydenta Juana Domingo Perona (zm. 1952)
- 8 maja – Marian Słowiński, polski wojskowy (zm. 2020)
- 10 maja – Kamil Fasiejew, przewodniczący Prezydium Rady Najwyższej Tatarskiej ASRR (zm. 2005)
- 12 maja – Czesław Nowak, pilot, porucznik Polskich Sił Powietrznych, kawaler Virtuti Militari (zm. 1944)
- 16 maja:
  - Zbigniew Kurtycz, polski piosenkarz, gitarzysta i kompozytor (zm. 2015)
  - Wladziu Valentino Liberace, amerykański artysta estradowy pochodzenia polsko-włoskiego (zm. 1987)
- 19 maja – Mitja Ribičič, słoweński polityk (zm. 2013)
- 20 maja – Gustaw Herling-Grudziński, polski pisarz, publicysta, prozaik (zm. 2000)
- 22 maja – Anna Koźmińska, polska Sprawiedliwa wśród Narodów Świata (zm. 2021)
- 25 maja:
  - Adolf Ciborowski, architekt i urbanista (zm. 1987)
  - Raymond Smullyan, amerykański matematyk (zm. 2017)
- 27 maja – Andrzej Nowicki, polski filozof, religioznawca, dyplomata (zm. 2011)
- 31 maja – Rupert Vance Hartke, amerykański polityk, senator ze stanu Indiana (zm. 2003)
- 1 czerwca – Stanisław Pilawka, polski działacz robotniczy, przewodniczący ZMP, przewodniczący prezydium MRN w Częstochowie (zm. 1972)
- 6 czerwca – Peter Carington, 6. baron Carrington, brytyjski polityk (zm. 2018)
- 8 czerwca – Władysław Siemaszko, polski prawnik
- 11 czerwca – Richard Todd, brytyjski aktor (zm. 2009)
- 16 czerwca – Anna Wimschneider, niemiecka pisarka (zm. 1993)
- 19 czerwca:
  - Gérard Dionne, kanadyjski duchowny katolicki (zm. 2020)
  - Zofia Wardyńska-Wojewódzka, polska siatkarka, koszykarka (zm. 2010)
- 21 czerwca – Antonia Mesina, włoska męczennica, błogosławiona katolicka (zm. 1935)
- 29 czerwca – Anna Czapska, polska architekt, Honorowy Członek TOnZ, twórca ekslibrisów (zm. 2007)
- 1 lipca – Jarosław Furgała, polski rzeźbiarz ludowy (zm. 2020)
- 2 lipca – Andrzej Pytlakowski, polski szachista, dziennikarz (zm. 2010)
- 4 lipca – Bolesław Machnio, polski rolnik i polityk, poseł na Sejm RP (zm. 2000)
- 8 lipca:
  - Zofia Celińska, polska ekonomistka (zm. 2016)
  - Walter Scheel, niemiecki polityk (zm. 2016)
- 10 lipca – Stanisław Myśliborski-Wołowski, polski historyk, pedagog (zm. 1983)
- 12 lipca – Bogusław Szczepańczyk(inne języki), polski nauczyciel, twórca ekslibrisów „ekologicznych” (zm. 1994)
- 13 lipca – Hau Pei-tsun, tajwański wojskowy i polityk, premier Republiki Chińskiej w latach 1990–1993 (zm. 2020)
- 14 lipca – K.R. Gowri Amma, indyjska polityk komunistyczna (zm. 2021)
- 15 lipca – Iris Murdoch, anglo-irlandzka pisarka, filozofka (zm. 1999)
- 18 lipca – Lech Paszkowski, polski pisarz, publicysta, historyk, mieszkający w Australii (zm. 2013)
- 19 lipca – Paweł Dżidżow, bułgarski duchowny katolicki, męczennik, błogosławiony (zm. 1952)
- 20 lipca – Edmund Hillary, nowozelandzki himalaista i polarnik, z zawodu pszczelarz (zm. 2008)
- 21 lipca:
  - Edward Klinik, polski męczennik II wojny światowej, błogosławiony Kościoła rzymskokatolickiego (zm. 1942)
  - Carlos Sosa, argentyński piłkarz (zm. 2009)
- 23 lipca – František Daneš, czeski językoznawca (zm. 2015)
- 24 lipca – Ferdi Kübler, szwajcarski kolarz szosowy (zm. 2016)
- 26 lipca:
  - Kazimierz Koźniewski, polski historyk harcerstwa, prozaik, publicysta (zm. 2005)
  - James Lovelock, brytyjski naukowiec (zm. 2022)
  - Jehuda Widawski, polski przedsiębiorca
- 2 sierpnia – Nehemiah Persoff, amerykański aktor (zm. 2022)
- 4 sierpnia – Michel Déon, francuski pisarz (zm. 2016)
- 11 sierpnia – Ginette Neveu, francuska skrzypaczka (zm. 1949)
- 12 sierpnia – Margaret Burbidge, brytyjska astronom (zm. 2020)
- 14 sierpnia – Elena Smiešková, słowacka językoznawczyni (zm. 2007)
- 18 sierpnia – Helena Hildegarda Machinia, śląska działaczka ruchu oporu (zm. 1991)
- 20 sierpnia – Czesław Bezdziecki, polski polityk, przewodniczący Prezydium Miejskiej Rady Narodowej Gorzowa Wielkopolskiego (zm. 1970)
- 21 sierpnia – Martin Lohmuller, amerykański duchowny katolicki (zm. 2017)
- 25 sierpnia:
  - Matt Urban, amerykański wojskowy pochodzenia polskiego, uczestnik II wojny światowej (zm. 1995)
  - George Wallace, amerykański polityk, czterokrotny gubernator stanu Alabama (zm. 1998)
- 27 sierpnia – Krystyna Wyhowska, polska dziennikarka i publicystka (zm. 2008)
- 28 sierpnia – Godfrey N. Hounsfield, brytyjski inżynier, elektronik, laureat Nagrody Nobla w dziedzinie medycyny (zm. 2004)
- 30 sierpnia – Ryszarda Hanin, polska aktorka, pedagog (zm. 1994)
- 2 września – Marge Champion, amerykańska tancerka, choreografka i aktorka (zm. 2020)
- 4 września – Joseph Maguire, amerykański duchowny katolicki (zm. 2014)
- 5 września – Irena Kondracka, polska szachistka (zm. 1990)
- 7 września:
  - Agnieszka Dowbor-Muśnicka, polska działaczka konspiracyjna (zm. 1940)
  - Czesław Jóźwiak, wychowanek salezjanów, błogosławiony Kościoła katolickiego (zm. 1942)
  - Łucjan Królikowski, polski franciszkanin konwentualny (zm. 2019)
- 12 września:
  - Wacław Auleytner, polski działacz katolicki (zm. 2016)
  - Marian Ryba, generał brygady Wojska Polskiego, działacz państwowy i społeczny w PRL; prezes PZPN (zm. 2018)
- 16 września – Tadeusz Czwordon, polski muzyk, kolekcjoner, popularyzator i budowniczy instrumentów muzycznych (zm. 1995)
- 18 września – Mieczysław Wojnicki, polski piosenkarz (zm. 2007)
- 21 września:
  - Mario Bunge, argentyński filozof (zm. 2020)
  - Fazlur Rahman, pakistański filozof (zm. 1988)
- 23 września – Bogdan Paprocki, polski śpiewak operowy, tenor (zm. 2010)
- 24 września – Jack Costanzo, amerykański perkusista (zm. 2018)
- 25 września – Stanisław Hadyna, polski kompozytor i dyrygent (zm. 1999)
- 26 września:
  - Matilde Camus, hiszpańska poetka (zm. 2012)
  - Daniela Olkiewicz, harcmistrz Związku Harcerstwa Polskiego (zm. 2020)
- 27 września:
  - Jayne Meadows, amerykańska aktorka (zm. 2015)
  - James H. Wilkinson, angielski matematyk, specjalista w dziedzinie analizy numerycznej, laureat Nagrody Turinga (zm. 1986)
- 29 września – Kira Zworykina, rosyjska szachistka (zm. 2014)
- 1 października – Edward Kaźmierski, wychowanek salezjanów, męczennik, błogosławiony katolicki (zm. 1942)
- 3 października:
  - James M. Buchanan, amerykański ekonomista, laureat Nagrody Nobla (zm. 2013)
  - Kazimierz Piechowski, żołnierz AK, więzień obozu koncentracyjnego Auschwitz-Birkenau (zm. 2017)
  - Werner Goldberg, niemiecki wojskowy (zm. 2004)
- 5 października:
  - Donald Pleasence, amerykański aktor (zm. 1995)
  - Vojtech Zamarovský, słowacki prozaik, tłumacz, doktor prawa (zm. 2006)
- 6 października – Barbara Fijewska, polska choreograf teatralny i filmowy, reżyser teatralny, aktorka filmowa, tancerka (zm. 2005)
- 7 października – Zelman Cowen, australijski prawnik (zm. 2011)
- 9 października – Władysław Szczepucha, polski wojskowy, dowódca (zm. 2016)
- 10 października:
  - William Kruskal, amerykański matematyk i statystyk (zm. 2005)
  - Stanisław Stampf’l, polski dziennikarz, literat, twórca słuchowisk radiowych (zm. 1980)
- 11 października – Art Blakey, amerykański perkusista, kompozytor jazzowy (zm. 1990)
- 12 października – Robert Nowoczek, polski kolarz szosowy i trener kolarstwa (zm. 1983)
- 15 października – Dimityr Dojczinow, bułgarski piłkarz (zm. 2011)
- 16 października – Sonia Górzna, żołnierka Związku Odwetu, działaczka ZWZ-AK Okręg Poznań, członkini tzw. grupy Witaszka (zm. 1943)
- 17 października:
  - Eugeniusz Makowski, polski działacz ludowy, polityk, poseł na Sejm PRL (zm. 1988)
  - Dagmar von Mutius, niemiecka pisarka (zm. 2008)
  - Marian Sowiński, polski bokser (zm. 1978)
  - Zhao Ziyang, chiński polityk, premier ChRL, sekretarz generalny Komunistycznej Partii Chin (zm. 2005)
- 18 października:
  - Anita O’Day, amerykańska wokalistka jazzowa (zm. 2006)
  - Pierre Trudeau, dwukrotny premier Kanady z ramienia Partii Liberalnej (zm. 2000)
  - Brunon Zwarra, polski historyk (zm. 2018)
- 19 października:
  - Helena Kołakowska-Przełomiec, polska prawniczka (zm. 2010)
  - Józef Łodyński, polski aktor (zm. 1984)
- 22 października – Doris Lessing, brytyjska pisarka, laureatka Nagrody Nobla (zm. 2013)
- 23 października – Tadeusz Jabłoński, polski pisarz (zm. 2019)
- 25 października – Barbara Skarga, polska filozof, profesor (zm. 2009)
- 26 października:
  - Edward Brooke, amerykański polityk, senator ze stanu Massachusetts (zm. 2015)
  - Aszraf Pahlawi, bliźniacza siostra ostatniego szacha Iranu, Mohammada Rezy Pahlawiego (zm. 2016)
  - Mohammad Reza Pahlawi, ostatni szachinszach Iranu, z dynastii Pahlawi (zm. 1980)
- 27 października
  - Anna Rudzińska, polska socjolog, działaczka społeczna (zm. 1992)
  - Michel Schwalbé, polski skrzypek i pedagog (zm. 2012)
- 31 października:
  - Aleksiej Bodiuch, radziecki polityk (zm. 1960)
  - Alastair Hetherington, brytyjski dziennikarz, nauczyciel akademicki (zm. 1999)
  - Eugenia Mikłaszewicz, polska nauczycielka, polityk, poseł na Sejm PRL (zm. 2003)
  - Tong Siv Eng,  (zm. 2001)
- 1 listopada:
  - Jerzy Ablewicz, polski duchowny katolicki, biskup tarnowski (zm. 1990)
  - Hermann Bondi, angielski matematyk i kosmolog (zm. 2005)
  - Aldo Mongiano, włoski duchowny katolicki (zm. 2020)
- 3 listopada – Květa Legátová, czeska pisarka (zm. 2012)
- 4 listopada:
  - Shirley Mitchell, amerykańska aktorka (zm. 2013)
  - Eric Thompson, brytyjski kierowca wyścigowy (zm. 2015)
- 6 listopada – Norman Lane, kanadyjski kajakarz (zm. 2014)
- 9 listopada – Marian Pankowski, polski poeta, prozaik, dramaturg, krytyk literacki i tłumacz (zm. 2011)
- 10 listopada – Michaił Kałasznikow, radziecki konstruktor broni strzeleckiej (zm. 2013)
- 11 listopada – Halina Elczewska, polska działaczka społeczna (zm. 2013)
- 13 listopada:
  - Stanisław Skowroński, żołnierz Armii Czerwonej, cichociemny (zm. 2016)
  - Józef Walaszczyk, kaletnik, przedsiębiorca, polski „Sprawiedliwy wśród Narodów Świata (zm. 2022)
- 15 listopada:
  - Paul Moore, amerykański duchowny katolicki (zm. 2003)
  - Nova Pilbeam, brytyjska aktorka (zm. 2015)
- 16 listopada – Georges-Hilaire Dupont, francuski duchowny katolicki (zm. 2020)
- 19 listopada – Alan Young, brytyjski aktor (zm. 2016)
- 21 listopada – Bram Wiertz, piłkarz holenderski (zm. 2013)
- 26 listopada:
  - Ryszard Kaczorowski, prezydent Polski na uchodźstwie (zm. 2010)
  - Frederik Pohl, amerykański pisarz (zm. 2013)
- 29 listopada – Joe Weider, kanadyjski kulturysta (zm. 2013)
- 3 grudnia – Władysław Skoraczewski, polski śpiewak operowy, dyrygent i działacz harcerski (zm. 1980)
- 4 grudnia – Inder Kumar Gujral, indyjski polityk (zm. 2012)
- 5 grudnia – Józef Antoni Czopnik, polski aktor lalkowy (zm. 1979)
- 7 grudnia: 
  - Charles McGee, amerykański pilot wojskowy (zm. 2022)
  - Stanisław Wyganowski, polski urbanista, działacz samorządowy (zm. 2017)
- 8 grudnia:
  - Mieczysław Wajnberg, rosyjski kompozytor pochodzenia żydowsko-polskiego (zm. 1996)
  - Kazimierz Żygulski, polski socjolog kultury, działacz polityczny, minister kultury i sztuki (zm. 2012)
- 9 grudnia – William Lipscomb, amerykański chemik, laureat Nagrody Nobla (zm. 2011)
- 13 grudnia – Andrij Sapelak, ukraiński duchowny Kościoła katolickiego obrządku bizantyjsko-ukraińskiego (zm. 2017)
- 14 grudnia – Mieczysław Klimowicz, polski polonista, historyk literatury (zm. 2008)
- 15 grudnia:
  - Andrzej Deptuch, polski franciszkanin konwentualny (zm. 2015)
  - Åke Seyffarth, szwedzki łyżwiarz szybki (zm. 1998)
- 17 grudnia – Jerzy Stroba, polski duchowny katolicki, biskup pomocniczy gnieźnieński, biskup szczecińsko-kamieński i arcybiskup metropolita poznański (zm. 1999)
- 20 grudnia – Tamara Wiszniewska, polska aktorka (zm. 1981)
- 21 grudnia – Ove Sprogøe, duński aktor, występował w roli Egona Olsena z serii 14 duńskich filmów Gang Olsena (zm. 2004)
- 23 grudnia – Wasilij Rieszetnikow, radziecki lotnik i dowódca wojskowy (zm. 2023)
- 24 grudnia – Pierre Soulages, francuski malarz, grafik (zm. 2022)
- 30 grudnia – David Willcocks, angielski dyrygent i organista (zm. 2015)
- 31 grudnia – Folke Alnevik, szwedzki lekkoatleta (zm. 2020)
- data dzienna nieznana: 
  - Daniel Sydlik – luty, Belleville USA – członek Ciała Kierowniczego Świadków Jehowy (zm. 2006)

## Zdarzenia astronomiczne
- 29 maja – całkowite zaćmienie Słońca

## Nagrody Nobla
- z fizyki – Johannes Stark
- z chemii – nagrody nie przyznano
- z medycyny – Jules Bordet
- z literatury – Carl Spitteler
- nagroda pokojowa – Thomas Woodrow Wilson

## Święta ruchome
- Tłusty czwartek: 27 lutego
- Ostatki: 4 marca
- Popielec: 5 marca
- Niedziela Palmowa: 13 kwietnia
- Pamiątka śmierci Jezusa Chrystusa: 13 kwietnia
- Wielki Czwartek: 17 kwietnia
- Wielki Piątek: 18 kwietnia
- Wielka Sobota: 19 kwietnia
- Wielkanoc: 20 kwietnia
- Poniedziałek Wielkanocny: 21 kwietnia
- Wniebowstąpienie Pańskie: 29 maja
- Zesłanie Ducha Świętego: 8 czerwca
- Boże Ciało: 19 czerwca